# Hiroyuki Komoto
Hiroyuki Komoto (河本 裕之, Komoto Hiroyuki) est un footballeur japonais né le 4 septembre 1985. Il évolue au poste de défenseur.

## Palmarès
- Omiya Ardija:
  - Ligue 2 Japonaise: Champion en 2015[1]